# Shankargarh
Shankargarh là một thị xã và là một nagar panchayat của quận Allahabad thuộc bang Uttar Pradesh, Ấn Độ.

## Nhân khẩu
Theo điều tra dân số năm 2001 của Ấn Độ, Shankargarh có dân số 13.116 người. Phái nam chiếm 53% tổng số dân và phái nữ chiếm 47%. Shankargarh có tỷ lệ 61% biết đọc biết viết, cao hơn tỷ lệ trung bình toàn quốc là 59,5%: tỷ lệ cho phái nam là 70%, và tỷ lệ cho phái nữ là 52%. Tại Shankargarh, 17% dân số nhỏ hơn 6 tuổi.